# Nogometni klub Omladinac Novo Selo Rok
Il Nogometni klub Omladinac Novo Selo Rok, conosciuto semplicemente come Omladinac (NSR), è una squadra di calcio di Novo Selo Rok, un villaggio facente parte della città di Čakovec, nella regione del Međimurje in Croazia.

## Storia
La società viene fondata nel 1958 e negli anni della Jugoslavia socialista milita sempre nei campionati minori. Il massimo exploit avviene con la partecipazione alla Kup Maršala Tita 1982-1983 (col nome NK Viko-Omladinac), ove viene eliminato ai sedicesimi di finale dal Rijeka.
Dopo la dissoluzione della Jugoslavia, l'Omladinac fa la spola fra Treća e Druga liga. Riesce a qualificarsi coppa di Croazia 1999-2000 ma viene eliminato, anche stavolta, ai sedicesimi di finale dal Osijek (2–3 dopo i tempi supplementari). Nel 2003, dopo un buon campionato in Druga liga, si fonde con lo Sloga Čakovec a formare il Međimurje che coglierà subito la promozione in Prva liga.
Successivamente il club viene rifondato e da allora milita quasi esclusivamente nella 1. ŽNL Međimurska (Prva županijska nogometna liga Međimurska, il massimo campionato della regione del Međimurje).

## Strutture

### Stadio
Le partite casalinghe vengono disputate allo Stadion NK Omladinac, detto anche Igralište Omladinca

## Palmarès
- Treća HNL: 1

1994-1995 (girone Nord)